# 현비 오씨
현비 오씨(베트남어: Hiền phi Ngô thị / 賢妃 吳氏, 생명: 응오티찐(베트남어: Ngô Thị Chính / 吳氏政 오정), 1792년 ~ 1843년)은 응우옌 왕조 민망 황제의 황비이다. 품계는 일계현비(베트남어: Nhất giai Hiền phi / 一階賢妃)이다. 오문초(吳文楚)의 딸이다.

## 생애
민망 황제가 황자였을 때 그의 부첩(府妾)이 되었다. 티에우찌 황제의 생모인 호티호아 다음의 아내였다. 민망 황제와의 사이에서 아들 5명과 딸 4명을 낳았다.
1820년, 민망 황제가 즉위하였다. 당시 호티호아는 이미 사망하였기 때문에 응오티찐이 민망 황제의 비빈들 중 수위를 차지하였다. 처음엔 궁빈(宮嬪)으로 봉해졌다가 이후 삼계현빈(베트남어: Tam giai Hiền tần / 三階賢嬪)에 봉해졌다.
1836년, 일계현비로 승진하여 민망 황제의 후궁들의 우두머리가 되었다.
1822년, 민망 황제가 응오반서를 위해 평반(平反)을 행하였고, 응오반서의 아들, 즉 응오티찐의 오빠인 응오반조아인(吳文贏)을 관리로 발탁하였다. 일부 기록에 따르면 응오티찐은 항상 다른 비빈들과 총애를 다투어 말싸움을 했으며, 이 때문에 민망 황제가 곤혹스럽게 여겼다. 설에 따르면 현비 응오씨는 곁의 시종들에게 황제가 자신을 얼마나 총애하든지 간에 자신이 죽고 나면 두 손에는 남는 것도 없을 것이라고 말했다고 한다. 민망 황제는 그 말을 전해 듣고 그녀가 죽은 뒤에 두 손 위에 각각 금덩이 하나를 올려두도록 하여 두 손이 비면서 세상을 떠나지 않게 될 것이라고 하였다. 그러나 이는 응우옌푹씨 가보(家譜) 중 그녀가 민망 황제가 죽고 2년 뒤인 1843년에 사망했다는 기록과 상충된다.
1843년, 사망하니 향년 52세였다. 티에우찌 황제는 3일동안 철조(輟朝)하였고, 관원을 파견해 치상(治喪)하였다.

## 자녀
응오티찌은 아들 5명과 딸 4명을 낳았고, 그중 6명이 성년까지 살았다.

### 아들
1. 응우옌푹찐 - 요절
2. 응우옌푹미엔호아인 - 영상군왕(永祥郡王)
3. 응우옌푹미엔아오 - 부평군왕(富平郡王)
4. 응우옌푹미엔꾸언 - 화국공(和國公)
5. 응우옌푹미엔우옌 - 광화군공(廣化郡公)

### 딸
1. 응우옌티응옥똥 - 안정공주(安靜公主)
2. 응우옌응옥쿠에자- 안부공주(安富公主), 쩐반뚝(陳文肅)과 결혼
3. 응우옌응옥우옌지엠- 녹성공주(祿成公主), 부반미(武文美)와 결혼
4. 응우옌응옥투이툭(阮玉瑞淑, 1829년 ~ 1835년 6월 12일) - 요절

## 관련 작품

### 드라마
- 프엉커우(베트남어: Phượng khấu, 2019년)[1] - 응우옌민짱(베트남어: Nguyễn Minh Trang)